# Union Sportive d'Ivry
El Union Sportive d'Ivry es un club de fútbol francés de la ciudad de Ivry-sur-Seine. Fue fundado en 1919 y juega en la CFA 2.

## Palmarés
- Coupe de Paris (2): 1995, 2008
- Coupe de Val-de-Marne (2): 1995, 2008
- Promotion d'Honneur (1): 1992
- Division d'Honneur Regionale (1): 1995
- Division d'Honneur (1): 1998